# Joel Bakan
Joel Conrad Bakan (ur. 1959 w Lansing, Michigan) – kanadyjski prawnik i pisarz.

## Życiorys
Wychowywał się w East Lansing, Michigan, gdzie jego rodzice Paul i Rita Bakan przez długi czas byli profesorami psychologii na Michigan State University. W 1971 roku przeniósł się z rodzicami do Vancouver. Studiował na Simon Fraser University (BA, 1981), University of Oxford (licencjat z prawa, 1983) i Dalhousie University (LLB, 1984)
Pracował jako prawnik dla Brian Dickson w 1985. Tytuł magistra uzyskał na Harvard Law School. Po studiach wrócił do Kanady i uczył prawa w Osgoode Hall Law School w York University i University of British Columbia.
Jest autorem książki Korporacja. Patologiczna pogoń za zyskiem i władzą, która w krytycznym ujęciu analizuje rozwój i zachowania współczesnych korporacji. Opublikowana w roku 2004 posłużyła jako podstawa do filmu Korporacja, który w tym samym roku zdobył 25 międzynarodowych nagród.
Jest także autorem kilku książek na temat kanadyjskiego prawa konstytucyjnego w tym: Just Words: Constitutional Rights and Social Wrongs, których treścią jest analiza historycznych efektów jakie w promowaniu społecznej sprawiedliwości miał rozdział o prawach i wolności.
Bakan ma dwójkę dzieci ze swoją pierwszą żoną Marlee Gayle Klein, także akademikiem i profesorem prawa na University of British Columbia. Marlee Gayle Klein zmarła na białaczkę w 2001 roku. Bakan wspierał swoją żonę w chorobie - w tym czasie pracując nad Korporacją i ustanowił ku pamięci swoje żony cykl wykładów na temat sprawiedliwości społecznej aby w ten sposób upamiętnić jej wkład w prawo kanadyjskie i spuściznę feministycznej teorii prawnej. Obecnie jest mężem kanadyjskiej aktorki i śpiewaczki Rebecca Jenkins